# Desa Pucang (administrativ by i Indonesien, lat -7,39, long 109,66)
Desa Pucang är en administrativ by i Indonesien.   Den ligger i provinsen Jawa Tengah, i den västra delen av landet, 300 km öster om huvudstaden Jakarta. Desa Pucang ligger vid sjön Waduk Mrica.